# Misfit: Die Serie
Misfit: Die Serie (Originaltitel: Misfit: De serie) ist eine niederländische musikalische Jugendserie, die von NewBe und Splendid Film für Netflix umgesetzt wurde. Die Serie ist eine Fortsetzung der niederländischen Filmtrilogie Misfit (2017–2020), deren erster Film mit Misfit aus dem Jahr 2019 eine deutschsprachige Adaption erhielt. Die Serie wurde am 16. Oktober 2021 weltweit auf Netflix veröffentlicht.

## Handlung
Für die „Außenseiter“ der Hoogland Schule bricht ein vollkommen verrücktes Schuljahr an, denn sie wollen ein cooles Musical auf die Bühne bringen. Inmitten der Vorbereitungen erfahren sie allerdings, dass das Musical verboten wird, denn die neue Schulleiterin Agnes will, dass für die Schüler Disziplin, gute Noten und Lernen im Vordergrund stehen. Im Musical sieht sie eine reine Zeit- und Energieverschwendung. Doch Julia hat anderes im Sinn. Mit den Außenseitern und ihren neuen Freunden findet sie einen Weg, die Regeln der Schulleiterin zu umgehen und insgeheim weiter an dem Stück zu arbeiten. Können die Freunde ihren Traum vom Musical verwirklichen und ihre Schule zurückerobern?

## Besetzung und Synchronisation
Die deutschsprachige Synchronisation entstand nach den Dialogbüchern von Angela Ringer und Katharina Bese sowie unter der Dialogregie von Iris Artajo durch die Synchronfirma Interopa Film in Berlin.
| Rolle                          | Schauspieler     | Synchronsprecher  |
| ------------------------------ | ---------------- | ----------------- |
| Julia „Juul“ Martens           | Djamila          | Sarah Alles       |
| Nick de Jong                   | Niek Roozen      | Sebastian Fitzner |
| Sterre Hagendoorn              | Jolijn Henneman  | Patrizia Carlucci |
| Esmée Jongbloets               | Fenna Ramos      | Amelie Plaas-Link |
| Magenta Fokkema                | Bente Fokkens    | Marie Hinze       |
| Jocelyn „Joc“ Veldkamp         | Jill Schirnhofer | Saskia Glück      |
| Tara Dammers                   | Nienke van Dijk  | Magdalena Höfner  |
| Schulleiterin Agnes Wilgenburg | Georgina Verbaan | Yvonne Greitzke   |
| Bibi-Anne                      | Britt Scholte    | Maria Hönig       |
| Jason Arduin                   | Noah de Nooij    | David Brizzi      |
| Lisa Labeij                    | Simone Giel      | Franziska Trunte  |
| Viggo de Ligt                  | Vincent Visser   | Dirk Stollberg    |
| Morris „Snorris“               | Eliyha Altena    | Jonas Lauenstein  |
| Saar Roozenblad                | Rosaline Lantink | Nina Schatton     |
| Jay Jay                        | Edson da Graça   | Bernd Egger       |
| Quizleiter                     | Buddy Vedder     | Lasse Dreyer      |

## Episodenliste
| Nr.                                                                          | Deutscher Titel         | Originaltitel             |
| ---------------------------------------------------------------------------- | ----------------------- | ------------------------- |
| 1                                                                            | Neues Jahr, neue Pläne  | Hoogland Squadland        |
| 2                                                                            | Lacisum                 | Lacisum                   |
| 3                                                                            | Zwielichtige Spielchen  | Schaduwspel               |
| 4                                                                            | Schwer zu bekommen      | Hard to Get               |
| 5                                                                            | Beste Freundin          | BFF                       |
| 6                                                                            | Morgen ist alles anders | Morgen Wordt Alles Anders |
| 7                                                                            | The Show Must Go On     | The Show Must Go On       |
| 8                                                                            | Musical Education       | Musical Education         |
| Am 16. Oktober 2021 wurden alle Folgen der Serie bei Netflix veröffentlicht. |                         |                           |